# 小野道好
小野 道好（おの みちよし）は、戦国時代の武将。遠江国引佐郡井伊谷の国人・井伊家に家老として仕えた。名は小野 政次（おの まさつぐ）とも伝わる。

## 生涯
遠江国引佐郡井伊谷を治める井伊直盛の家老を務めた小野政直の嫡男として誕生した。天文23年（1554年）、父が病死するとその家督を継承する。父・政直は井伊一門である井伊直満（直盛の叔父）らと対立し、これを謀殺するなど井伊家の脅威であった。政直の死後、信濃国へ亡命していた直満の子・直親が帰郷し、直盛の養嗣子の座に収まっている。
永禄3年（1560年）5月、井伊家は主家にあたる今川家の西上軍に従うが、今川軍は桶狭間の戦いで織田信長に大敗を喫し、井伊直盛も戦死する。直盛は死に先立ち、小野家が再び専横することを懸念して、井伊家の分家筋である中野直由に直親を後見するよう遺言しており、直盛の祖父・井伊直平はこれに従って直親の後見役とした。なお、小野家でも道好の弟・朝直と、一族とみられる小野源吾が討死している。同12月、朝直の舅でもある井伊家親類衆の奥山朝利を暗殺した。
一方、隣国三河国では徳川家康が今川家を離反し、今川家を破った織田家と同盟を結んだ。この頃になると直親も徳川家に心を寄せ、密かに内通していたという。道好と直親は父同士の因縁もあり、関係は不仲だった。道好は井伊谷を横領しようと画策していたとされるが、直由が後見役に収まっていたために果たせずにいた。そこで直親の内通を知った道好は永禄5年（1562年）、駿府の今川氏真に、直親が織田・徳川に内通して今川に謀反を起こそうとしていると訴えた。氏真は直親追討の軍を挙げようとしたため、直親は氏真へ陳謝するため駿府へ向かうが、途中の掛川にて今川家臣の朝比奈泰朝によって殺害された。道好は氏真の命を奉じて直親の遺児・虎松（後の井伊直政）も討たんとしたが、井伊家に近い今川家重臣・新野親矩によって阻まれた。その後、永禄6年（1563年）には井伊直平が死去し、永禄7年（1564年）には中野直由が戦死した。井伊谷を預かっていた直由が亡くなり井伊谷城が無主となったため、井伊家は直盛の娘である次郎法師（井伊直虎）を当主とした。
永禄11年（1568年）、甲斐国の武田信玄が今川家の本国・駿河国に侵攻した。これに際して道好は駿府で今川軍に従っていたが、虎松を殺害して井伊谷を掌握し、その軍勢を率いて加勢するよう氏真より命じられる。道好はその命を奉じて井伊谷に入り、井伊家より井伊谷を横領することとなった。虎松や次郎法師、直盛後家の祐椿尼は井伊氏菩提寺の龍潭寺に入って難を逃れている。徳川家康は道好の専横に対し、近藤康用・鈴木重時・菅沼忠久の井伊谷三人衆を派遣し、井伊谷を奪還させた。道好は敗北して井伊谷から退去し、近隣に潜伏していたが、永禄12年（1569年）に家康の堀川城攻撃の際に見つけ出される。4月7日、井伊谷城東方の井伊谷川付近にある、井伊家の仕置き場とされる蟹淵（がにぶち）にて獄門により処刑された。5月7日、道好の子2人も処刑された。蟹淵近辺には、地元の人々が鎮魂のために建てた彼らの供養塔と伝えられる石塔群が残っている。

## 但馬明神
江戸時代初頭に書かれた『中井家文書』では、井伊家に切腹を申し渡された但馬守（道好）が死後悪霊となり、中井与惣左衛門の子孫に祟りをもたらしたため、これを祀り、「但馬明神」と呼ぶよう託宣を受けたとの伝承が紹介されている。この神社は井伊谷の二宮神社で、2017年現在、但馬明神は同神社内の天王社に合祀されている。

## 関連作品
- おんな城主 直虎（2017年、NHK大河ドラマ、演：高橋一生〈少年期：小林颯〉） - 設定名は小野但馬守政次（鶴丸）。主人公である井伊直虎の幼馴染で、メインキャラクター。悪役のふりをして直虎を陰から支え続ける人物として描かれた[2]。
- 剣と紅 戦国の女領主・井伊直虎（2012年11月、高殿円作、文藝春秋） - 設定名は小野政次。予知能力を備えた主人公・直虎との間の確執と執着が主軸のファンタジー時代小説。